# Gilles Galvin
Pas d'image ? Cliquez ici

a Compétitions nationales et continentales officielles uniquement.

b Matchs officiels uniquement.
Dernière mise à jour le 20 août 2018.
Gilles Galvin né le 24 février 1969 à Tulle[réf. souhaitée] est un joueur de rugby à XV et pilote de motomarine offshore.

## Biographie

### Rugby à XV
Enfant de la DDASS en échec scolaire, il joue au rugby à XV et intègre l'équipe première du club de Brive après avoir évolué à Ussel dans les catégories de jeunes,.
Pendant sa période au briviste de 1978 à 1984, il dispute 150 matchs dont 71 officiels en championnat,  devenant alors l'un des 10 troisième-ligne ailes les plus capés de son club. Dans sa carrière, Gilles Galvin dispute 224 matchs : 71 en championnat à Brive, 68 en championnat Elite au sein du SC Tulle et 85 du challenge Yves du Manoir. Il joue quatre matchs en équipe de France junior en 1985 contre l'Écosse, l'Italie, l'Espagne et le pays de Galles, puis en équipe de France B en 1989 contre l'Irlande. Il arrête définitivement sa carrière en 1999 après trois saisons jouées en rugby amateur à Limoges où il est capitaine.

### Jet ski
Il se tourne alors vers une autre discipline sportive, la motomarine offshore. 
Il participe notamment à des actions à but humanitaires,, et écologiques,,,.
Il établit en parcourant 1 012 km avec son copilote Willy Alvarez, ex-champion de France en 2001, un record du monde d’endurance en jet ski en circuit sur le fleuve Charente.
Il dispute ses premiers championnats d’Europe en 1999 et 2000, où il termine dans le top 10. En 2008, il obtient la troisième place du classement mondial dans la catégorie "Jet-Run Stock". Il participe à sept championnats du monde où il termine à la troisième place en 2009 dans la catégorie "Jet-Runabaout Stock",. Il obtient la troisième place à Murcia en 2010 en championnat d'Europe dans la catégorie "super stock".

### Design et mode
Passionné d’art et de design, il crée en 2011 la marque Factory Graff,,,, une entreprise basée en Charente spécialisée dans la création de mobilier mêlant art et design industriel,. 
Il réalise en collaboration avec Vincent Sauvion,, une gamme de vestiaires personnalisés dédiés à la sortie du film Cinquante nuances de Grey ; une collection est également créée avec sa compagne Rebecca Ayoko, ancienne égérie d'Yves Saint Laurent,,.
Il revend plusieurs gammes de mobiliers customisés notamment par les artistes de l’association K10, Orange TP et Kostic qui graffent ce mobilier. En 2013, il a un conflit avec les artistes de K10 qui customisent du mobilier à bas prix alors que Factory Graff revend les productions à prix fort, ce qui provoque insultes et plaintes. Il participe à des événements majeurs de l’hexagone avec notamment le festival du film francophone d'Angoulême en 2012 où il expose des meubles design, la Fashion Week de Bordeaux en 2014 ou encore la Fashion Night Couture de Paris en 2017.